# Bakersfield (Missouri)
Pour les articles homonymes, voir Bakersfield.
Bakersfield, également connu en tant que Bakersville et Waterville, est un village du comté d'Ozark, dans le Missouri, aux États-Unis,. Situé au sud-est du comté, il est incorporé en 1967.

## Démographie
Lors du recensement de 2010, le village comptait une population de 246 habitants. Elle est estimée, en 2017, à 231 habitants.

### Source de la traduction
- (en) Cet article est partiellement ou en totalité issu de l’article de Wikipédia en anglais intitulé « Bakersfield, Missouri » (voir la liste des auteurs).